# Boreopiophila
Boreopiophila är ett släkte av tvåvingar. Boreopiophila ingår i familjen ostflugor.
Släktet innehåller bara arten Boreopiophila tomentosa.